# Цзясянь (Пиндиншань)
Цзяся́нь (кит. упр. 郏县, пиньинь Jiá xiàn) — уезд городского округа Пиндиншань провинции Хэнань (КНР).

## История
В эпоху Вёсен и Осеней, когда эти места находились в составе царства Чу, они были отданы в кормление сановнику Цзя Ао; с той поры эта местность носит название «Цзя».
Когда царство Цинь завоевало все прочие царства и создало первую в истории Китая централизованную империю, то в этих местах был создан уезд Цзясянь. При империи Северная Вэй в 493 году он был переименован в Луншань (龙山县), при империи Суй в 581 году получил название Жунань (汝南县), в 598 году был переименован в Фучэн (辅城县), а в 605 году — в Цзячэн (郏城县).
После монгольского завоевания в 1304 году был вновь образован уезд Цзясянь.
В 1949 году был создан Специальный район Сюйчан (许昌专区), и уезд вошёл в его состав. В 1969 году Специальный район Сюйчан был переименован в Округ Сюйчан (许昌地区).
В 1986 году округ Сюйчан был расформирован, и уезд был передан в состав городского округа Пиндиншань.

## Административное деление
Уезд делится на 2 уличных комитета, 8 посёлков, 4 волости и 1 национальную волость.

## Экономика

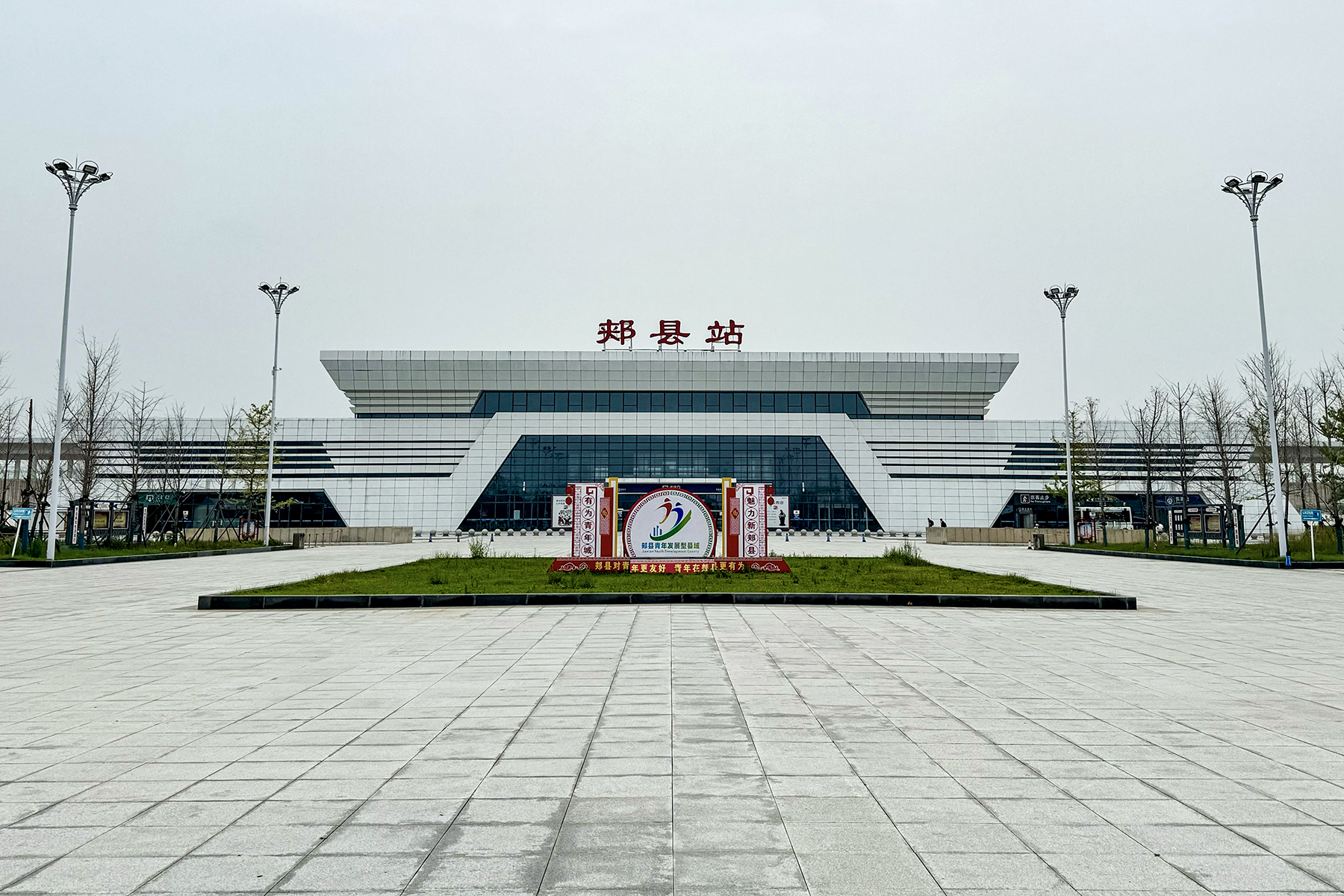
Железнодорожный вокзал

Цзясянь является крупнейшим в стране центром по производству чугунной и эмалированной посуды (в том числе сковородок и кастрюль). В 2023 году общая стоимость произведенной в Цзясяне посуды достигла 3,17 млрд юаней (444,07 млн долл. США), а объем экспорта составил 89,7 млн долларов. По состоянию на 2024 год в среднем уезд ежедневно поставлял 200 тыс. единиц чугунной посуды на отечественный и зарубежный рынки, а его годовые мощности превышали 70 млн изделий (это составляло две трети от общего объема производства кастрюль и сковород в Китае). Производство чугунных изделий в уезде Цзясянь обеспечивало занятость более 15 тыс. человек; среди крупнейших компаний — Huabang Implement & Cooker. В поселке Гуанкотяньди расположен современный индустриальный парк площадью 65 тыс. кв. м, ориентированный на производство кухонной утвари.